# Carex firma
Carex firma es una especie de planta herbácea de la familia Cyperaceae. Se encuentra en las montañas del sur y centro de Europa.

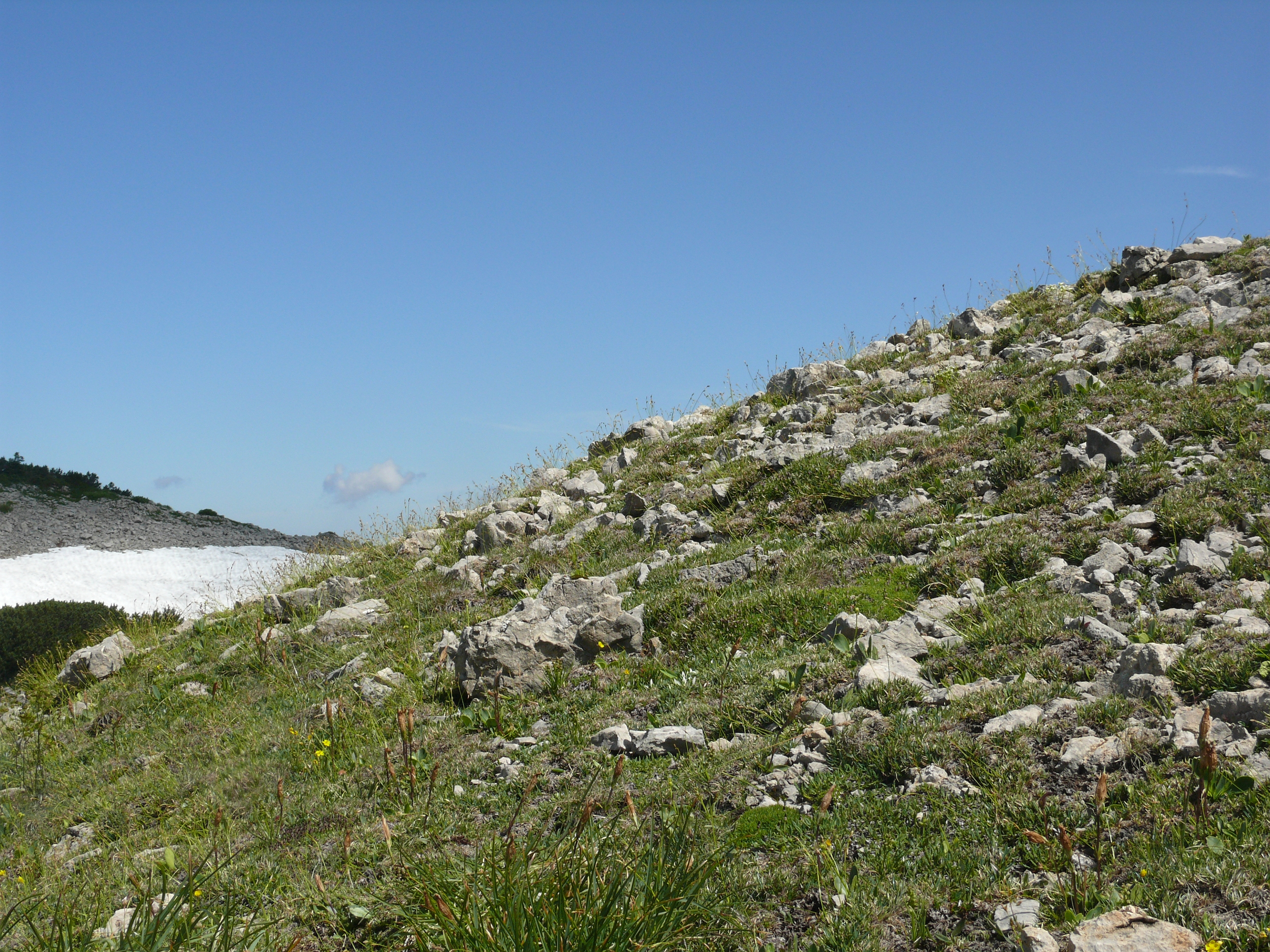
"Caricetum firmae" en Allgäuer Alpen, en comunidad con Chamorchis alpina, Dryas octopetala, Gentiana clusii y Primula auricula

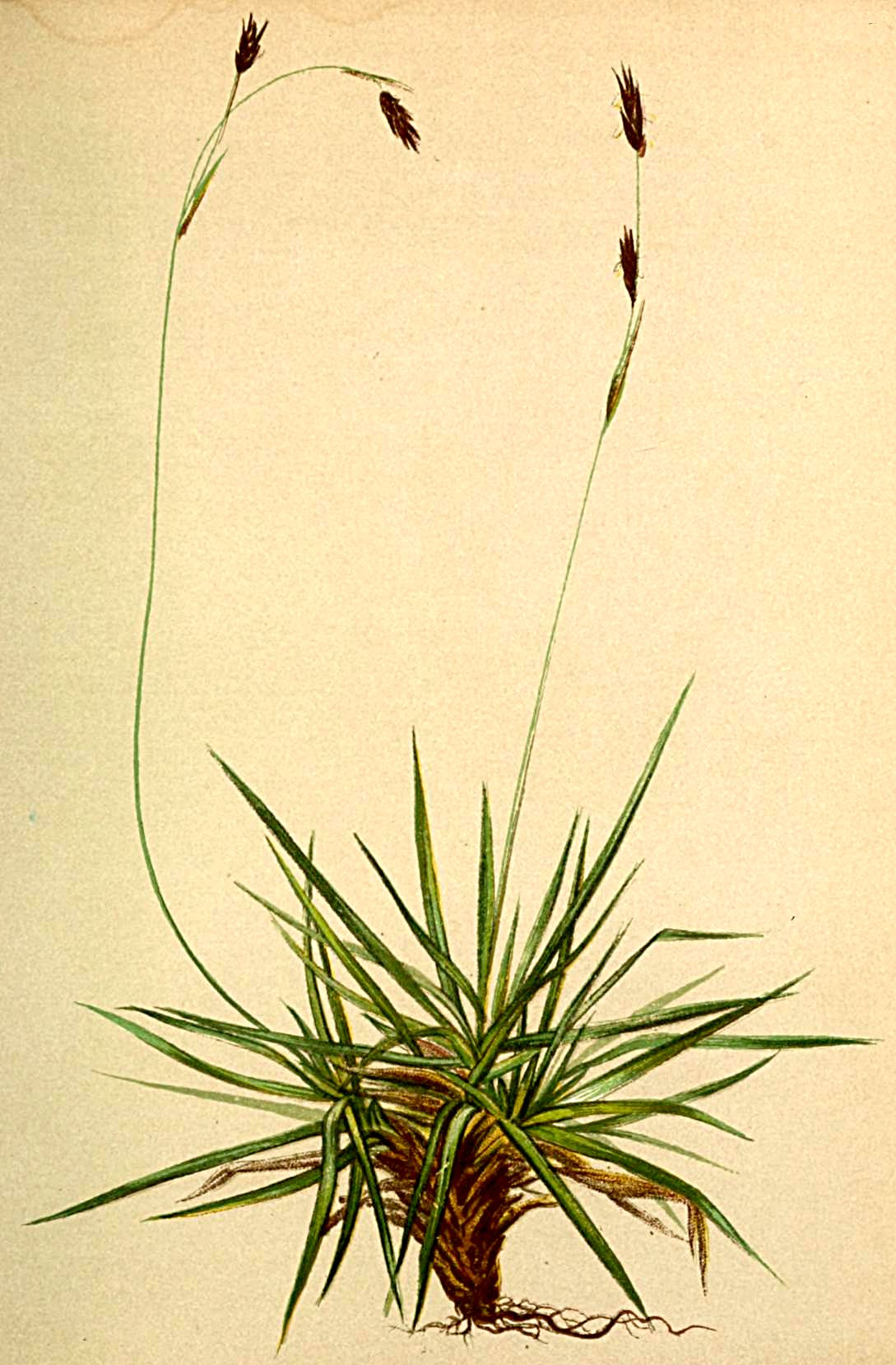
Ilustración

## Descripción
Carex firma forma gruesos cojines. Sus hojas miden hasta 8 centímetros de largo en condiciones normales (hasta 10 cm o 4 en las localidades húmedas y protegidas), son de color verde oscuras y rígidas. Los tallos alcanzan un tamaño de hasta 20 cm de altura (excepcionalmente 30 cm o 12 cm), pero siempre por lo menos dos veces más largos que las hojas.

## Ecología
En sinecología, Carex firma es una parte característica de la "Caricetum firmae" (también llamada "Firmetum"), que es una importante comunidad en la zona alpina sobre roca calcárea.
Carex firma puede sobrevivir a temperaturas tan bajas como -50 °C (-58 °F).

## Taxonomía
Carex firma fue descrita por Nicolaus Thomas Host y publicado en Synopsis Plantarum in Austria 509. 1797.
Etimología
Ver: Carex
firma: epíteto latino que significa "fuerte".
Sinonimia
- Carex ferruginea var. firma (Host) Fiori
- Carex firma f. longipedunculata Hausskn.
- Carex firma var. rhizogyna Gaudin
- Carex sempervirens subsp. firma (Host) Bonnier & Layens
- Carex strigosa Suter ex Boott[7][8]